# 벼속
벼속(Oryza)은 벼가 속하는 속이다. 벼속에는 약 23종의 벼가 있고 (Duncan et al. 2003), 이중 재배종은 벼와 아프리카벼 두 종뿐이다. 아프리카벼는 서아프리카의 일부 지역에서만 재배되며, 재배벼는 일반적으로 벼 품종을 일컫는다.

## 일부 종
- Oryza australiensis
- Oryza barthii
- 아프리카벼 (Oryza glaberrima)
- Oryza latifolia
- Oryza longistaminata
- Oryza meridionalis
- Oryza officinalis
- Oryza punctata
- 야생벼 (Oryza rufipogon)
- 벼 또는 아시아벼 (Oryza sativa)
- 인도야생벼 (Oryza nivara)